# John Bannister
John Bannister, född 12 maj 1760 och död 7 november 1836, var en brittisk skådespelare.
Bannister spelade från 1780 i London, mest på Drury Lane Theatre, och drog sig 1815 tillbaka. Bland hans roller märks Hamlet och Richard III, men det var som karaktärskomiker han vann sitt rykte, bland annat med roller som Malmvolio i Trettondagsafton, Mercutio i Romeo och Julia, Tony Lumpkin i Sche stoops to conquer och Sheva i Juden.